# Classe Tsushima
Pour les articles homonymes, voir Tsushima.
La classe Tsushima (parfois nommée classe Niitaka) fut la cinquième classe de croiseur protégé  construite au Japon à l'arsenal naval de Yokosuka et de Kure pour la Marine impériale japonaise.

Ils ont participé à de nombreuses actions durant la guerre russo-japonaise et la Première Guerre mondiale.

## Conception
Les deux croiseurs ont été conçus et réalisés au Japon dans le cadre de la reconstitution d'urgence de la 2e Flotte, après la première guerre sino-japonaise (1894-95). Ces petits croiseurs étaient destinés essentiellement pour la reconnaissance. Ils bénéficiaient d'une bonne vélocité  et d'un armement moins important.

Dans sa conception, cette classe  était d'option très conservatrice dans son ensemble par rapport à la classe Suma. Le déplacement accru, le blindage plus lourd et un centre de gravité inférieur ont abouti à un navire plus navigable et puissant que la classe Suma et ont permis à la classe Tsushima de surclasser beaucoup de croiseurs protégés contemporains.

Il est aussi intéressant de voir que ces deux croiseurs n'étaient plus équipés de tubes lance-torpilles. Après observation des problèmes de fiabilité rencontré par l'marine américaine durant la Guerre hispano-américaine de 1898, les japonais ont décidé de ne plus utiliser cette arme sujette à des explosions fortuites sur leurs constructions navales futures. Les canons lourds ont été aussi normalisés au calibre de 152 mm.

## Histoire
Pendant la Guerre russo-japonaise (1904-05), ils ont participé à la bataille de Tsingtao. Le Tsushima a ensuite été engagé dans les combats contre l'escadre allemande de l Asie de l'est.
Puis, à partir de leur nouvelle base du Cap, ils ont été affectés à la surveillance des voies maritimes de l'Asie du Sud-Est et de l'Océan Indien.
Après la guerre, les deux croiseurs ont participé à l'intervention japonaise en Sibérie.
Le Niikata a été perdu, après un échouement dû à un typhon, le 26 août 1923 sur la côte de l'île de Sakhaline.

Le Tsushima fut rayé du service actif en 1936. Il coula en 1944 comme cible d'un torpillage proche de Miura.

## Les unités de la classe
| Nom           | Lancement        | Armement        | Chantier naval               | Fin de carrière                               | Photo |
| ------------- | ---------------- | --------------- | ---------------------------- | --------------------------------------------- | ----- |
| Niitaka (en)  | 15 novembre 1902 | 27 janvier 1904 | Arsenal naval Yokosuka Japon | typhon du 23 août 1923 rayé le 1er avril 1924 |       |
| Tsushima (en) | 15 décembre 1902 | 14 février 1904 | Arsenal naval Kure Japon     | rayé du service en 1936 torpillage en 1944    |       |